# Kedarnath
Kedarnath es una localidad santa hinduista situada en el estado de Uttaranchal, en la India, a unos 3580 m de altitud, cerca de la cabecera del río Mandakini, rodeada de montañas nevadas. Es un nagar Panchayat (municipio con más de 30 000 hab. y menos de 100 000, aunque Kedarnath es una excepción, ya que solo tiene 500 habitantes en el distrito de Rudra Praiag. Es lugar sagrado por dos razones principalmente. La primera, es el más remoto de los cuatro Chota Char Dham (‘pequeñas cuatro moradas’). Y segundo, en este lugar se encuentra el templo de Kedarnath, uno de los doce templos yiotir-linga consagrados al dios Shivá, el que está situado más al norte.

## Nombre
- kedāranātha, en el sistema AITS (alfabeto internacional para la transliteración del sánscrito).[2]
- केदारनाथ, en escritura devanagari del sánscrito.[2]
- Pronunciación: /kedára nátha/ en sánscrito[2] o /kedarnát/ en varios idiomas modernos de la India (como el bengalí, el hindí, el maratí o el palí).
- Etimología: ‘señor de Kedara’[2]
  - kedāra: campo cubierto de agua en los Himalayas;
  - nātha: amo, señor.

## Chota Char Dham

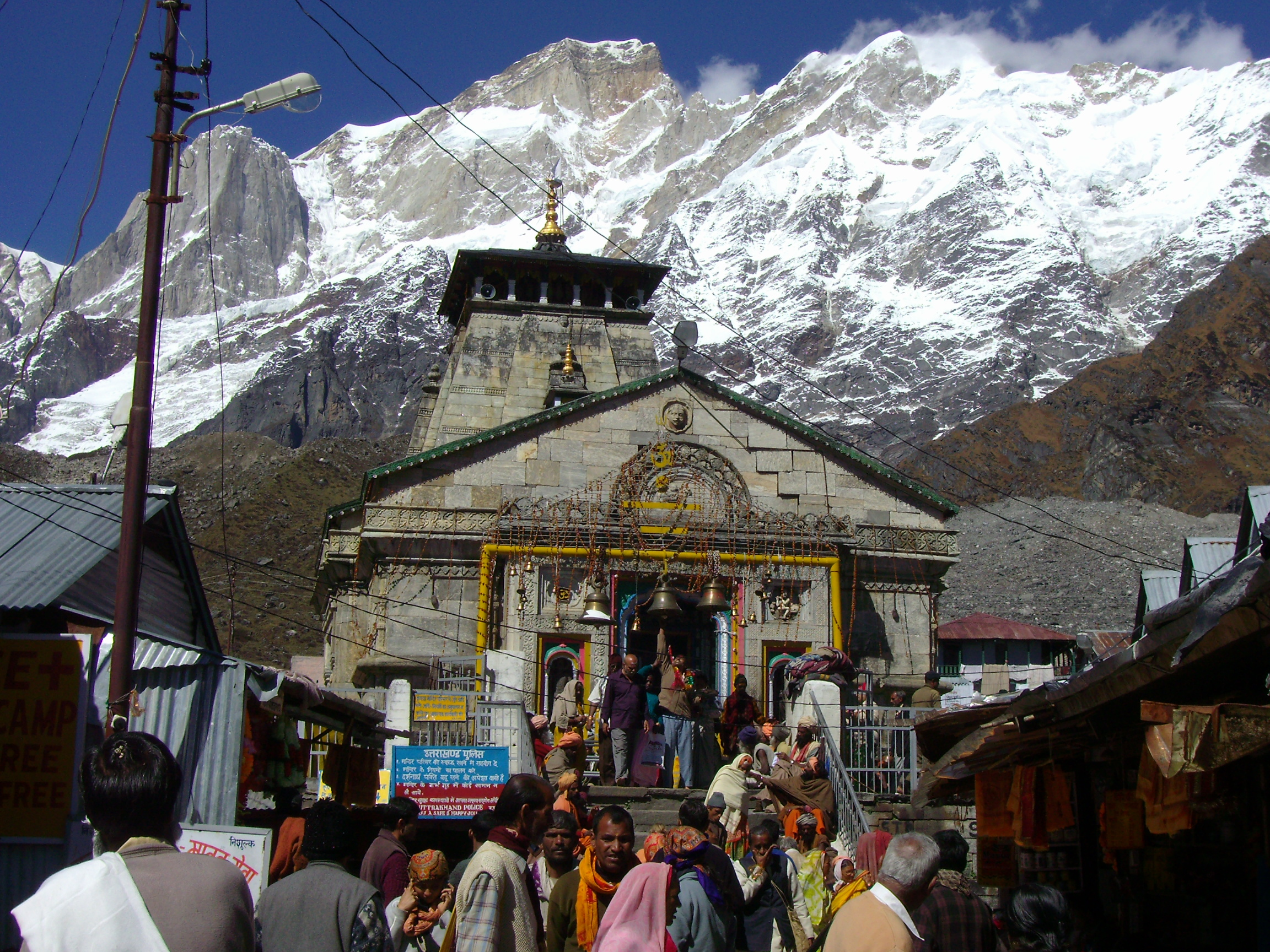
Frente del templo de Kedarnath.

Char Dham, literalmente "las cuatro moradas" son cuatro lugares de la India que representan las cuatro moradas de Dios en las cuatro direcciones de la India:
- Puri, al este;
- Raméswaram, al sur;
- Dwarka, al oeste, y
- Badrinath, al norte.

En el siglo VIII se estableció una ruta de peregrinación para visitar estos lugares que recibió el nombre de Char Dham. Con los años, sin embargo, la ruta, demasiado amplia, se centró en la región de Garhwal, en el estado de Uttarakhand, que puede hacerse en un solo viaje. Esta ruta reducida recibió el nombre de Chota Char Dham (o ‘pequeñas cuatro moradas’, y más tarde, se quedó con la denominación de Char Dham a secas. Los otros tres lugares que componen la ruta son Yamunotri, en el nacimiento del río Yamuna; Gangotri, en el nacimiento del Ganges, y Badrinath, a orillas del río Alaknanda, dedicado a Visnú.

## El templo de Kedarnath
El yiotir-linga no es accesible por carretera, y solo puede alcanzarse caminando 14 km desde Gaurikund, otro importante lugar de peregrinación en esta ruta. Debido a su altitud y a las nevadas, el lugar solo está abierto de abril a primeros de noviembre. Se cree que fue construido por Adi Shankará Acharia (788-820). 
En el Majábharata (texto épico-religioso del siglo III a. C.) se dice que los cinco hermanos Pandava adoraban al dios Shivá haciendo penitencia en Kedarnath.

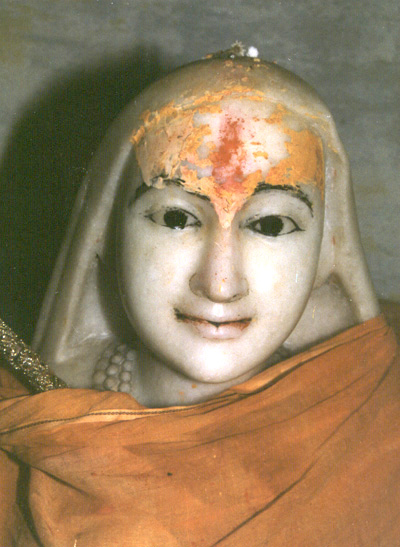
Estatua de Adi Shankara en su samadhi mandir (‘templo-tumba’) en el templo de Kedarnath.

El templo actual es una construcción de piedra de fecha desconocida que tiene en la primera sala las estatuas de los cinco hermanos Pandava y del dios Krisná, Nandi, el toro vehículo del dios Shivá, y Virabhadra, uno de los grandes guardianes de Shivá. En el interior se halla la piedra lingam que es el principal motivo de adoración del templo. Detrás del templo hay una estatua de Adi Shankara en su samadhi, octavo grado de la meditación yógica.

## El monte Kedarnath

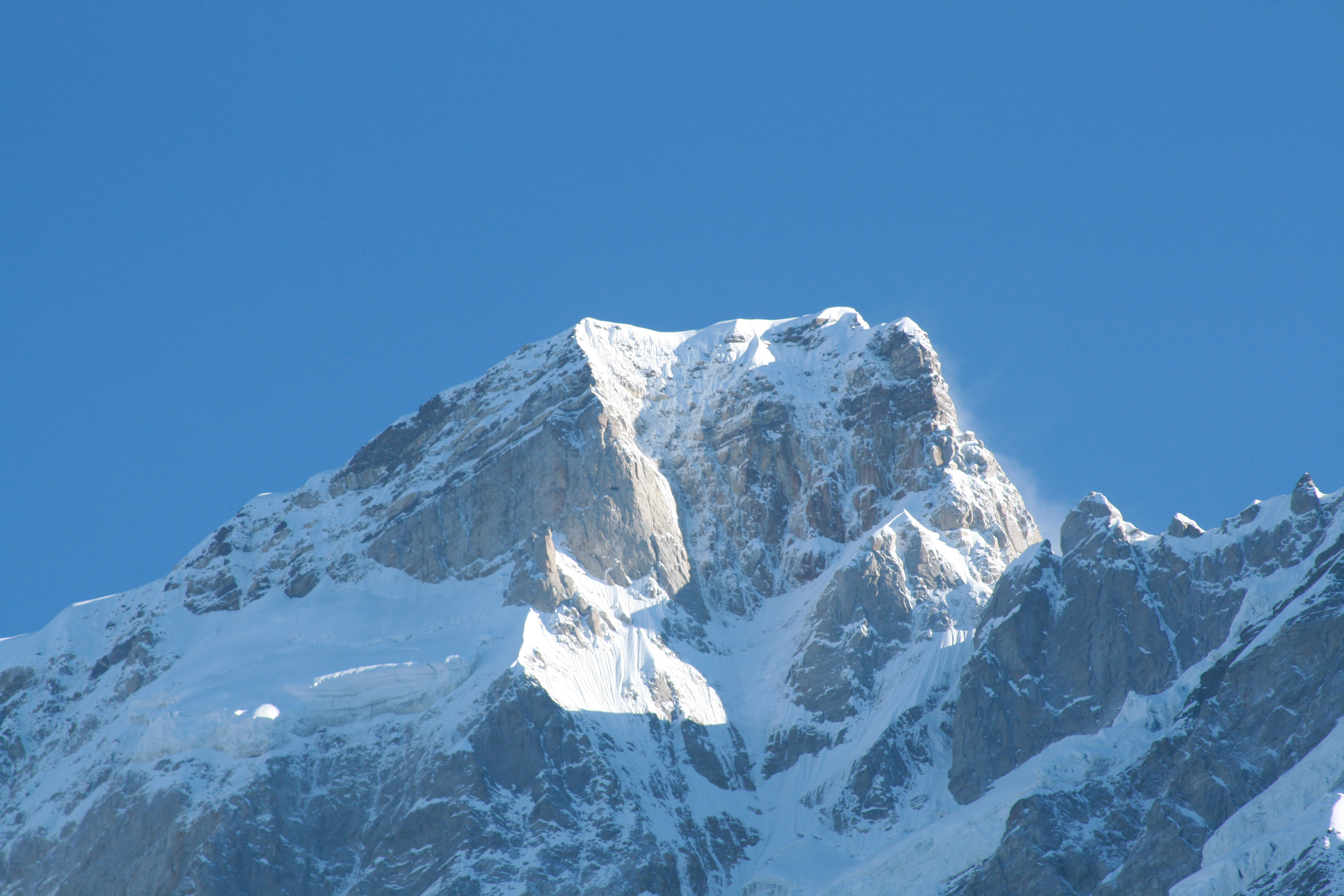
El monte Kedarnath, de 6940.

Con este nombre se identifica también una montaña con dos cimas, el pico de Kedarnath, y el domo de Kedarnath, ambas en el grupo de Gangotri, en el Himalaya, cerca de la ciudad y el templo de Kedarnath, en el mismo estado al norte de la India de Uttarakhand. La cima más alta del Kedarnath tiene 6940 m de altitud, y se encuentra en el lado sudoeste del glaciar de Gangotri.